# Philodina arndti
Philodina arndti is een raderdiertjessoort uit de familie Philodinidae. De wetenschappelijke naam van deze soort is voor het eerst geldig gepubliceerd in 1961 door Wulfert.